# Arhopala mirabella
Arhopala mirabella är en fjärilsart som beskrevs av William Doherty 1889. Arhopala mirabella ingår i släktet Arhopala och familjen juvelvingar. Inga underarter finns listade i Catalogue of Life.